# Östlig palmekorre
Östlig palmekorre (Epixerus wilsoni) är en däggdjursart som först beskrevs av Du Chaillu 1860.  Epixerus wilsoni ingår i släktet Epixerus och familjen ekorrar. Inga underarter finns listade.
Wilson & Reeder (2005) och IUCN räknar östlig palmekorre inte som självständig art utan listar den som underart till västlig palmekorre (Epixerus ebii).
Arten eller underarten förekommer i två från varandra skilda populationer. En i södra Kamerun, Ekvatorialguinea och västra Gabon och den andra i Kongo-Brazzaville. Ekorren vistas i skogar som oftast har palmträd.